# エミル・ウィングステッド
エミル・ウィングステッド（Emil Wingstedt、1975年5月9日 - ）はスウェーデンのオリエンテーリング選手。ノルウェーのハルデン出身である。

## 特徴
スプリント種目を得意とし、これまで出場した7度の国際選手権（世界選手権、ヨーロッパ選手権）のうち6度で金メダルを獲得しており、唯一優勝を逃した2010年も銅メダルを獲得している。ノルウェーのHalden SKに所属し、オリエンテーリング界を代表するリレー大会Tiomilaでは2006年と2007年の優勝に貢献している。

## 実績
前述のとおりスプリント種目においては特に素晴らしい成績を残しているが、他の種目についても好成績を残している。メダルを獲得する以外にもワールドカップでは2000年に総合4位になっているほか8勝をおさめている。ノルディック選手権においてもスプリント種目やロング種目で優勝経験があり、スウェーデン国内のジュニア選手権、ノルウェー選手権、3選手権とも3度の優勝を果たしている。2002、2003、2005、2006年にはスウェーデン国内での年間最優秀選手にも選ばれている。IOFによる世界ランキング過去最高位は1位（2001年）。

## 参照
- Emil Wingstedt - World of O Runners